# فدريكو فازيو
فدريكو خوليان فازيو (بالإسبانية: Federico Fazio)‏ (من مواليد17 مارس 1987)، لاعب كرة قدم أرجنتيني. وهو يلعب حاليا مع نادي روما الإيطالي.

## روابط خارجية
- فدريكو فازيو على موقع الاتحاد الدولي (مؤرشف)  (الإنجليزية)
- فدريكو فازيو على موقع الاتحاد الأوربي (الإنجليزية)
- فدريكو فازيو على موقع قاعدة بيانات كرة القدم.إي يو (الإنجليزية)
- فدريكو فازيو على موقع بيانات كرة القدم. دي إي (الألمانية)
- فدريكو فازيو على موقع ليكيب (الفرنسية)
- فدريكو فازيو على موقع ناشيونال فوتبول تيمز (الإنجليزية)
- فدريكو فازيو على موقع Soccerbase.com (لاعب) (الإنجليزية)
- فدريكو فازيو على موقع Soccerway.com (الإنجليزية)
- فدريكو فازيو على موقع عالم كرة القدم.نت (الإنجليزية)
- فدريكو فازيو على موقع كووورة